# The Jazz Singer
The Jazz Singer (El cantant de jazz o El cantor de jazz) és el primer llargmetratge comercial amb so sincronitzat. Va ser dirigit per Alan Crosland i es va estrenar el 6 d'octubre de 1927. Aquesta pel·lícula va tenir dues versions posteriors: la primera de Michael Curtiz, l'any 1952, amb l'actor Danny Thomas, i la segona, de Richard Fleischer, l'any 1980, amb Neil Diamond.
Al 1996, la pel·lícula va ser considerada "cultural, històrica i estèticament significativa" per la Biblioteca del Congrés dels Estats Units i seleccionada per a la preservació al National Film Registry.

## Argument
El xantre Rabinowitz està furiós per haver trobat el seu fill Jackie cantant en un bar, i l'ha fet fora de la llar familiar.
Alguns anys més tard, Jackie és cantant de jazz en un night club i es fa dir Jack Robin. L'actriu Mary Dale es proposa ajudar-lo a fer carrera.
I en efecte, Jackie és propulsat a les escenes de Broadway per fer-hi un nou espectacle, un espectacle que el convertiria de segur en la nova estrella de la cançó. Però el concert cau el dia del Yom Kippur, i el pare de Jackie, molt malalt, és incapaç de cantar. La seva mare i un veí intenten convèncer Jackie de renunciar al seu show i participar en la celebració. Incapaç de resistir, es precipita a la sinagoga per cantar-hi el Kol Nidre, l'oració tradicional. El seu pare mor alegre. Alguns anys més tard, Jackie és novament als escenaris i obté un immens èxit, sota la mirada de la seva mare.

## Primer llargmetratge amb so sincronitzat
The Jazz Singer és la primera pel·lícula parcialment rodada amb so i diàlegs sincronitzats, que va utilitzar el sistema sonor "Vitaphone" (gravació de so sobre un disc). A partir d'aquest moment, el cinema canvia de manera radical, encara que es van seguir produint pel·lícules mudes per directors que opinaven que el cinema silenciós es valia per a ell mateix. Des de llavors, les comèdies musicals es van multiplicar.
La veu d'Al Jolson era la primera que es va sentir en un llargmetratge; va provocar un tro d'aplaudiments. En principi, Al Jolson no havia de cantar més que cinc cançons i entonar alguns temes religiosos. Pels productors, calia evitar absolutament el llenguatge parlat enmig dels cants; per aquest motiu, la història encara és explicada amb l'ajuda de cartrons i de subtítols.
La pel·lícula conté només dos minuts de diàleg amb so i, a més, gran part del diàleg (o ben bé tot) és improvisat: en la cançó Blue Skies, l'actor es va llançar a una verdadera improvisació no prevista en el guió: un diàleg amb la seva mare. No obstant, la resta del diàleg, com ja hem dit abans, es presenta a través d'intertítols. Aquesta intervenció de la part d'Al Jolson va tenir com a efecte descongelar el mite de la pel·lícula sonora i va permetre als altres llançar-se a «parlar».

## Comentaris
L'obra teatral El Cantor del Jazz fou un èxit a Broadway, en la seva versió original de 1925 protagonitzada per George Jessel. Va reviure, a més, l'any 1927 amb Al Jolson com a protagonista. La Warner Bros va rebutjar les condicions sarials de Jessel, i el va obligar a rebutjar el paper principal. Aleshores, l'estudi es va interessar per Eddie Cantor, al qual tampoc li va captivar l'oferta. Va ser llavors quan va oferir-se el paper a Al Jolson, qui, com va descriure l'historiador Donald crafton, «entusiasmava a l'audiència amb vitalitat i el sex appeal dels seus gestos i cançons amb arrels més aviat afroamericanes».
Com a anècdota, podem dir que es va utilitzar el blackface en aquesta pel·lícula. Aquest consistia a que un actor blanc es pintés la cara de negre i els llavis de blanc. Aquest fet va suposar una imatge icònica d'aquesta pel·lícula, on un actor blanc interpretava música d'arrels negres per al públic blanc. Durant el segle xix i part del XX, hi havia públic blanc que gaudia del jazz i d'altres estils amb evidents arrels negres que, no obstant, no suportava la idea de veure a un negre real sobre l'escenari. Per la qual cosa, van començar a sorgir cantants blancs que pintaven el seu rostre de negre per a interpretar aquests estils per al públic blanc sense "ofendre la seva sensibilitat".

## Repartiment
- Al Jolson: Jackie Rabinowitz/Jack Robin
- May McAvoy: Mary Dale
- Warner Oland: El xantre Rabinowitz
- Eugenie Besserer: Sara Rabinowitz
- Otto Lederer: Moisha Yudelson
- Myrna Loy: Noia del cor
- Roscoe Karns (no surt als crèdits): Un agent

## Cançons de la pel·lícula
1. Toot, Toot, Tootsie Goodbye (Gus Kahn, Ernie Erdman, Dans Russo)[1]
2. Blue Skies (Irving Berlin)[1]
3. Dirty Hands, Dirty Face (Edgar Leslie, Grant Clarke, Jolson, James V. Monaco)[1]
4. Mother, I still have you (Jolson, Louis Silvers)[1]
5. My mammy (Sam Lewis, Joe Young, Walter Donaldson)[1]
6. My mammy (Sam Lewis, Joe Young, Walter Donaldson)[1]

## Al voltant de la pel·lícula
- Se n'han fet dos remakes:
  - 1952: The Jazz Singer de Michael Curtiz, amb Danny Thomas
  - 1980: The Jazz Singer de Richard Fleischer, amb Neil Diamond
- Una pel·lícula biogràfica sobre Al Jolson ha estat dirigida el 1946 per Alfred E. Green sota el títol La novel·la d'Al Jolson on s'evoca aquesta pel·lícula.
- Destacar que The Jazz Singer és mencionat moltes vegades a la pel·lícula Cantant sota la pluja, que explica els començaments del cinema sonor.